# Harasiuki
Harasiuki – wieś w Polsce położona w województwie podkarpackim, w powiecie niżańskim, w gminie Harasiuki. Leży na pograniczu Równiny Biłgorajskiej i Płaskowyżu Tarnogrodzkiego, nad Tanwią. 
Wieś jest sołectwem, siedzibą gminy Harasiuki oraz rzymskokatolickiej parafii Miłosierdzia Bożego.
W latach 1810–1815 w Księstwie Warszawskim, w departamencie lubelskim, w powiecie tarnogrodzkim, w gminie Lipiny. W latach 1816–1837 w Królestwie Polskim, w województwie lubelskim. W latach 1837–1912 w guberni lubelskiej. W 1842 roku zlikwidowano powiat tarnogrodzki, który został okręgiem w powiecie zamojskim. W 1866 po reformie represyjnej za powstanie styczniowe zlikwidowano okręg tarnogrodzki, a Harasiuki znalazły się w nowo powstałym  powiecie biłgorajskim w gminie Huta Krzeszowska.
Po odzyskaniu niepodległości w latach 1919–1954 w województwie lubelskim, w powiecie biłgorajskim, w gminie Huta Krzeszowska. Po reformie administracyjnej W latach 1954–1972 wieś należała i była siedzibą władz gromady Harasiuki. Po kolejnej reformie administracyjnej od 1 stycznia 1973 miejscowość została siedzibą gminy Harasiuki, w województwie lubelskim, w powiecie biłgorajskim. Od 1 czerwca 1975 do 31 grudnia 1998 miejscowość położona była w województwie tarnobrzeskim, w gminie Harasiuki.
Na terenie miejscowości znajdują się dwa zabytki wpisane do rejestru zabytków:
- Cmentarz wojenny z I i II wojny światowej w Harasiukach z 1915 i 1939 r.,
- zbiorowa mogiła wojenna w Harasiukach z 1944 r.

## Części wsi
| SIMC    | Nazwa     | Rodzaj    |
| ------- | --------- | --------- |
| 0793153 | Borowiany | część wsi |
| 0793160 | Matybudy  | część wsi |
| 0793176 | Muchy     | część wsi |

## Historia

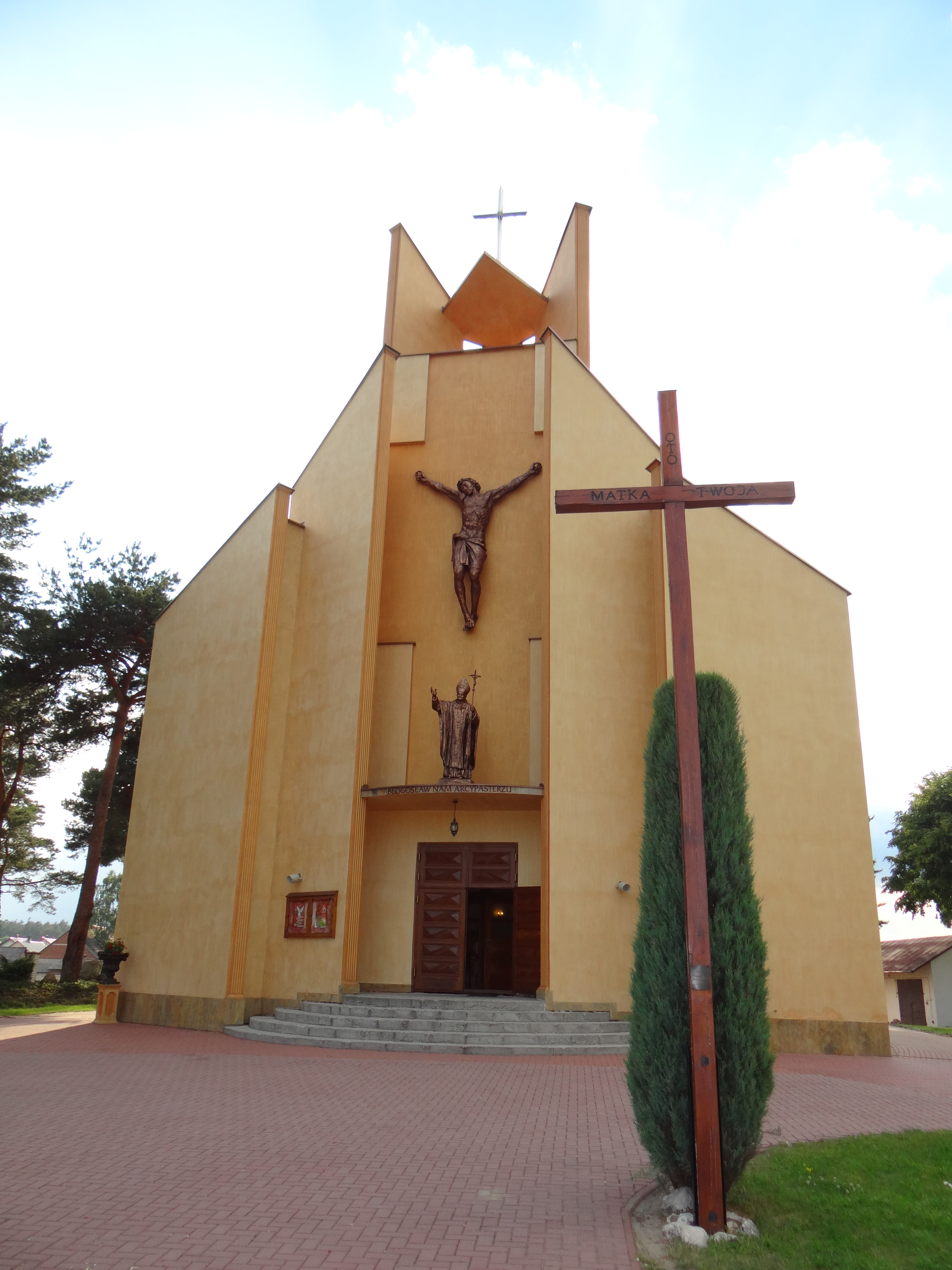
Kościół Miłosierdzia Bożego w Harasiukach

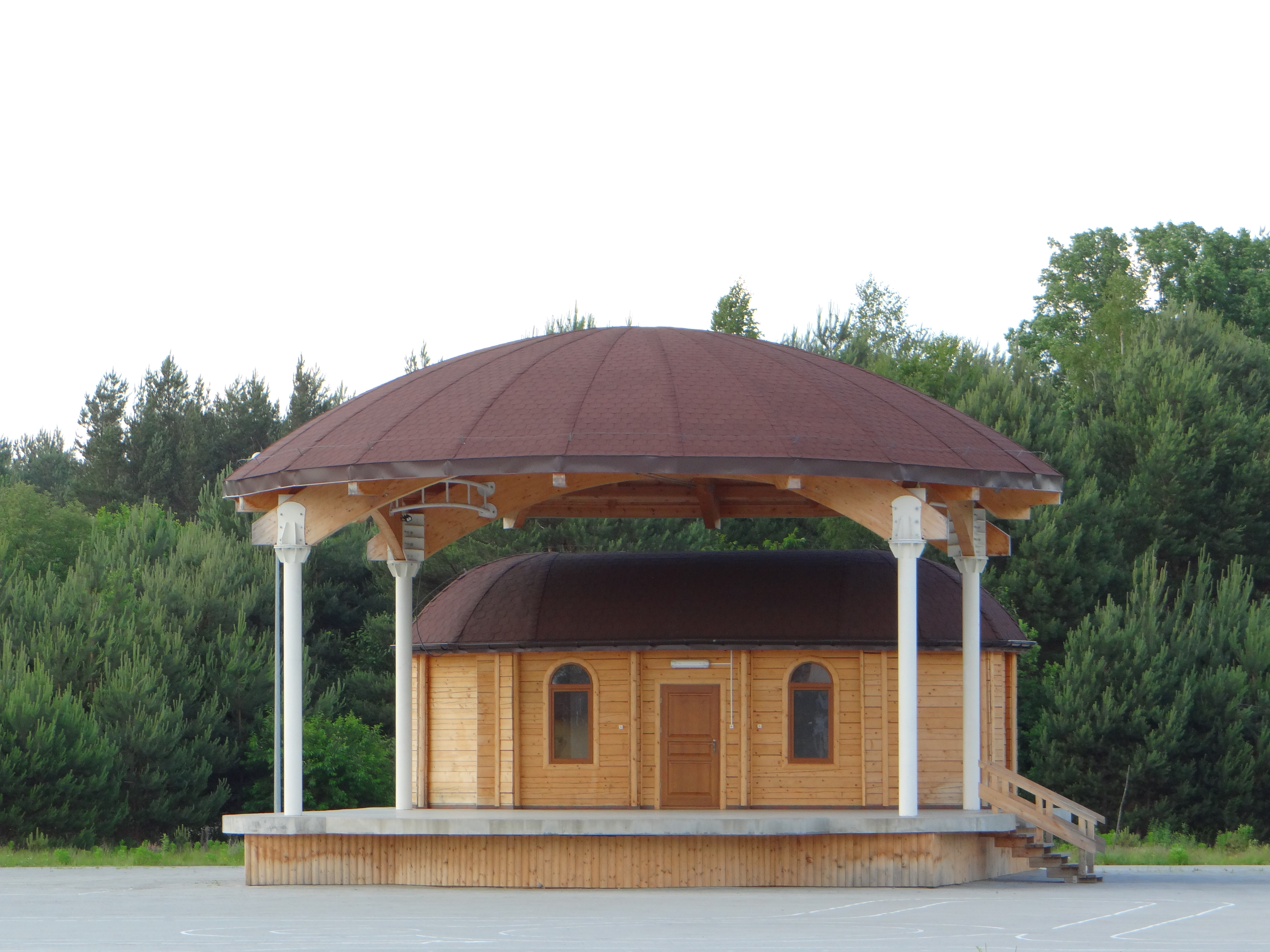
Scena plenerowa w Harasiukach

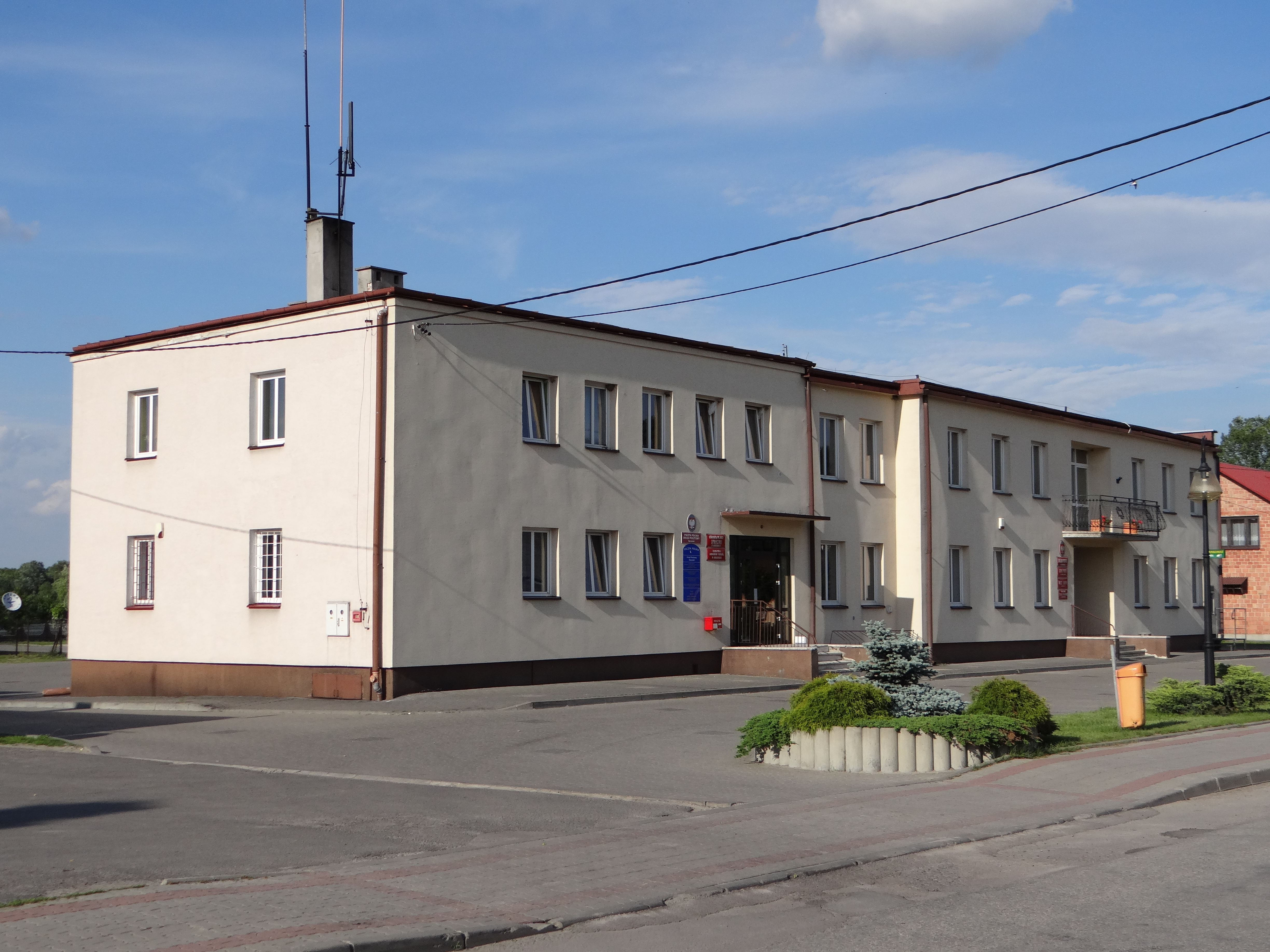
Urząd Gminy Harasiuki

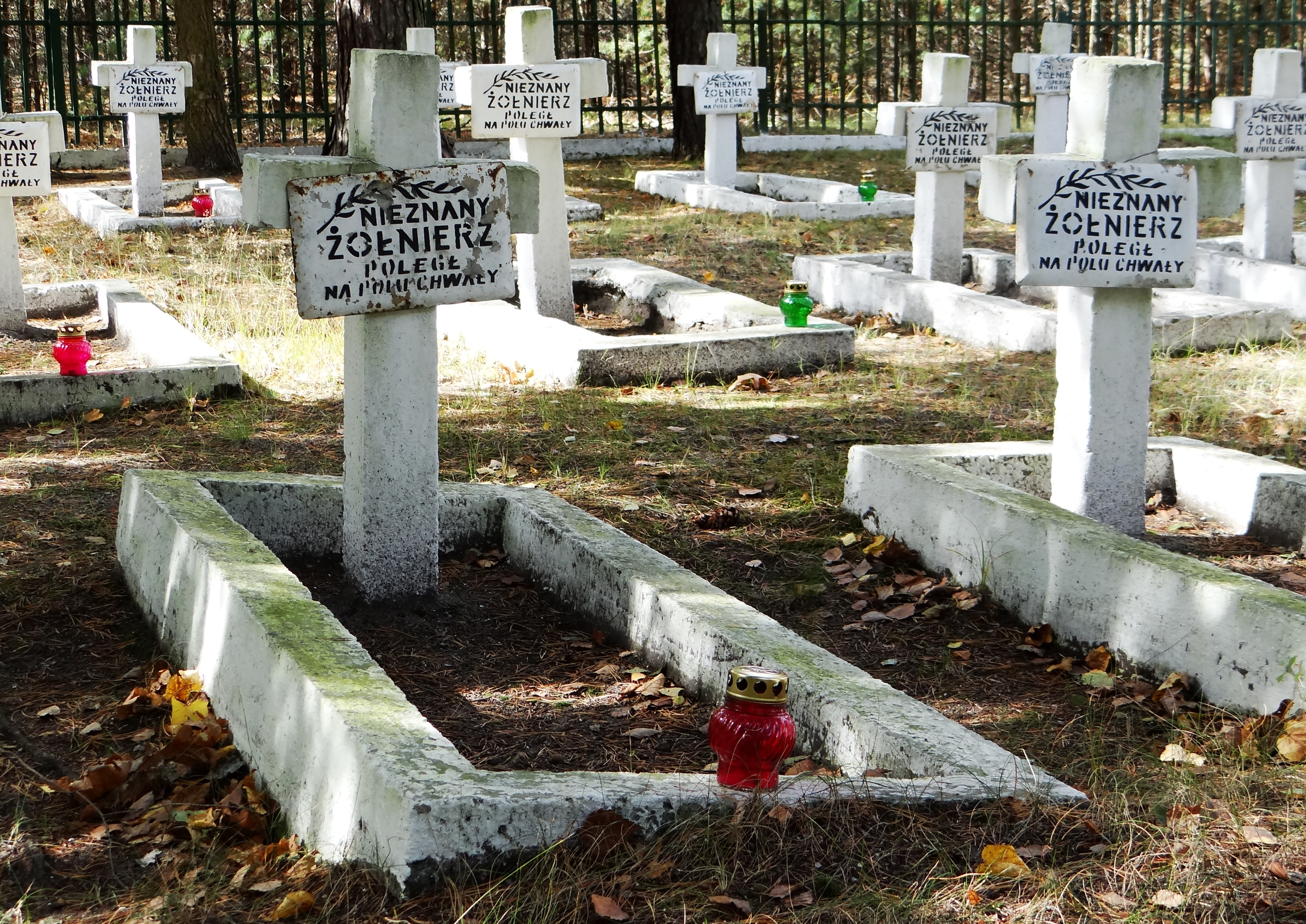
Cmentarz wojenny

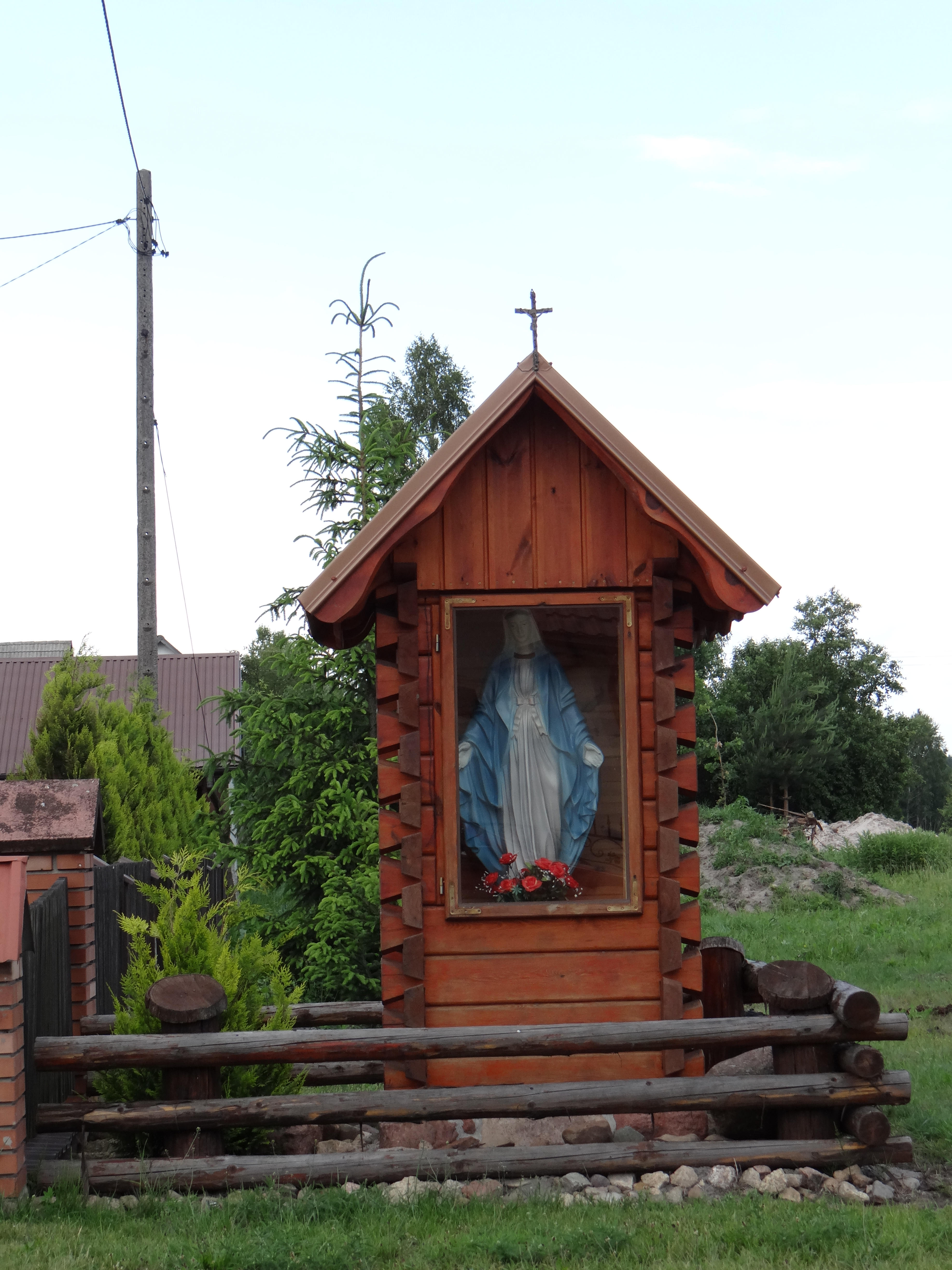
Kapliczka przydrożna w Harasiukach

Najstarsze osadnictwo w rejonie Harasiuk jest słabo rozpoznane, nie prowadzono tu bowiem do tej pory, zakrojonych na szerszą skalę badań archeologicznych.
W X wieku, w rezultacie ekspansji ruskiej na zachód, obecna ziemia biłgorajska znalazła się na pograniczu polsko-ruskim. Nadgraniczne tereny miały znacznie strategiczne, toteż pokryte były siecią grodów obronnych i warowni strzegących bezpieczeństwa kraju. Ważną rolę spełniał w tym systemie Krzeszów, gdzie na skarpie nad Sanem wzniesiono, jeszcze o czasach piastowskich, ufortyfikowaną strażnicę. Krzeszów stanowił ośrodek dóbr królewskich Władysława Jagiełły, utworzono tu również starostwo, niegrodowe. W 1515 roku królewszczyzna obejmowała m.in. Biszczę, a więc wieś wysuniętą dalej niż dzisiejsze Harasiuki. A zatem i ten fragment puszczy nad Tanwią wchodził w skład dóbr należących do króla.
Zygmunt I Stary w 1520 roku wydzierżawił dobra krzeszowskie wraz z zamkiem Spytkowi z Tamowa, następnie królewszczyzna władali Stanisław Tarnowski i Marcin Ossoliński. Stefan Batory nadał te dobra Janowi Zamoyskiemu, zaś Zygmunt III Waza "dożywotnio na dziedziczną własność, w uznaniu zasług dla ojczyzny " ofiarował temuż Janowi Zamoyskiemu starostwo krzeszowskie.
W 1588 roku tereny te weszły w skład nowo utworzonej Ordynacji Zamoyskiej. Krzeszów został siedzibą klucza dóbr. Nie omijały tego zakątka kraju najazdy Tatarów (m.in. w 1612 r.), złupiły go wojska Jerzego II Rakoczego z Siedmiogrodu, oddziały szwedzkie (w 1703 r.), Niszczony i palony był sam Krzeszów, jak też wsie ordynackie. W 1783 roku do klucza krzeszowskiego należały Krzeszów Dolny, Krzeszów Górny, Ruda Dymarska, Sieraków, Suszki, Żuk. Harasiuki jeszcze wówczas nie istniały, nic zatem dziwnego, że nie ma ich w spisie wsi ordynackich.
Prawdopodobnie pod koniec XVIII wieku właściciele ordynacji osadzili w puszczy nad Tanwią rodzinę Harasiuków. Dała ona początek wsi, zaś nazwisko to występuje tu do dzisiaj. O początkach dziejów osady niewiele można powiedzieć. Brak na ten temat wzmianek w dokumentach, przekazów, informacji. Harasiuki nie występują w rejestrze dóbr klucza krzeszowskiego z 1799 roku. Wymienione są natomiast: Krzeszów, Bystre, Gózd, Hucisko, Huta Krzeszowska, Kamionka, Sieraków, Suszki i Żuk. Można zatem wnioskować, że Harasiuki powstały później, dopiero w początkach XIX wieku lub też nie były jeszcze, u schyłku XVIII wieku w pełni ukształtowaną wsią, a jedynie jej zalążkiem.
Mieszkańcy tej małej osady leśnej pracowali głównie przy wyrębie i zwózce drzewa. Nad prawidłowością wycinki czuwał tzw. szlakowy, pracownik administracji leśnej ordynacji. Zbudowano dla niego w XIX wieku obiekt, zwany szlakówką w którym mieszkał i urzędował. W miarę rozwoju osady, karczowania lasu, przybywało gruntów rolnych. We wschodniej części wsi – Brzozowcu Zamoyscy założyli folwark. Według miejscowej tradycji stał tam dworek otoczony parkiem i znajdowały się zabudowania gospodarcze. Dziś nie ma po nich śladu.
W XIX wieku żegluga na Tanwi i Sanie straciła dawne znaczenie i w końcu zamarła. Harasiuki powróciły do roli małej, na poły rolniczej, na poły leśnej osady. Tanew dostarczała obfitości ryb, wieś była znanym w regionie ośrodkiem bartnictwa, w lasach działały hamernie produkujące żelazo, wytwarzano też potaż, smołę, węgiel drzewny, dziegieć. Rzemiosła te kwitły do końca XIX wieku. Wybuch powstania listopadowego nie wywołał tu żywszego oddźwięku. Patriotyczne uniesienie wzbudziło natomiast powstanie styczniowe w 1863 roku. Głównie za sprawą jednego z jego epizodów, będącego jednak ważnym wydarzeniem w dziejach wiosek nad Tanwią.
Po odzyskaniu niepodległości sytuacja ekonomiczna wsi niewiele się zmieniła. Kiepskie, nieurodzajne ziemie nie mogły wyżywić wszystkich mieszkańców, wyjeżdżali więc na emigrację zarobkową. Dla wielu źródłem utrzymania było rzemiosło. I tak w Harasiukach, Łazorach, Sierakowie, Maziarni, Hucie Krzeszowskiej, Banachach działały liczne, chałupnicze warsztaty włosiankarskie, tkackie, garncarskie. Okolica znana była z produkcji łubianek i koszy.
Garncarze w Raczkach, Banachach, Łazorach, Sierakowie czynni byli, podobnie jak tkacze siatki włosianej w Rogóźni, do II wojny światowej. sprzedawali swe wyroby na targach w Biłgoraju, Krzeszowie.
We wrześniu 1939 roku w rejonie Harasiuk walczyła Grupa Operacyjna „Śląsk” Armii „Kraków” Wojska Polskiego dowodzona przez gen. bryg. Jana Jagmina-Sadowskiego. 15 września żołnierze z 11 pułku piechoty natknęli się na leśnej polanie pod Banachami na kompanię niemieckich cyklistów. Natarcie na ich pozycje przyniosło pełny sukces. Zlikwidowano około 80 Niemców, zginął także ich dowódca. Zdobyto samochód, 10 motocykli, 100 rowerów, broń, amunicję i żywność. 12 czerwca 1944 Niemcy zamordowali we wsi wielu mężczyzn. 20 ofiar mordu udało się ustalić.
W połowie lipca 1944 roku do Harasiuk wkroczyły oddziały radzieckie. Nie był to jednak koniec dramatu mieszkańców. 40 rodzin pochodzenia ukraińskiego przymusowo repatriowano do Związku Radzieckiego.
Lata PRL przyniosły Harasiukom sporo korzystnych zmian. We wsi założono Gminną Spółdzielnię, zbudowano szkołę, powstał Zakład Ceramiki Budowlanej, ośrodek zdrowia. Harasiuki zostały siedzibą Gromadzkiej Rady Narodowej. Pojawiły się nowe domy, zbudowano szosę łączącą z Biłgorajem, a następnie szereg dróg lokalnych.
W 1973 roku Harasiuki zostały stolicą gminy.

## Instytucje
- Urząd Gminy
- Gminny Ośrodek Kultury
- Ośrodek Pomocy Społecznej
- Zakład Usług Komunalnych
- Zespół Obsługi Szkół
- Biblioteka Gminna
- Bank Spółdzielczy
- Poczta Polska
- Posterunek Policji
- Niepubliczny Zakład Opieki Zdrowotnej
- Publiczna Szkoła Podstawowa
- Ochotnicza Straż Pożarna
- Klub Piłkarski SKS Tanew Harasiuki

## Wspólnoty wyznaniowe
- Kościół rzymskokatolicki:
  - parafia Miłosierdzia Bożego
- Świadkowie Jehowy:
  - zbór Harasiuki-Wschód
  - zbór Harasiuki-Zachód (Sala Królestwa Harasiuki, ul. Długa 26)[12][13]